# 73-я пехотная дивизия (Российская империя)
73-я пехотная дивизия — пехотное соединение в составе российской императорской армии.

## История дивизии
В марте 1916 Сформирована в июле 1914 года из кадра 36-й пехотной дивизии. Вошла в состав 1-й армии Северо-Западного фронта. До 23.10.1914 составляла гарнизон крепости Ковна.

То же можно сказать и про 73-ю пехотную дивизию, всю войну честно тянувшую лямку на германском фронте и напоследок разгромлённую в марте 1917 года на Черевищенском плацдарме. 73-я артиллерийская бригада была отправлена на фронт, не дожидаясь готовности дивизии, и приняла участие уже в Гумбинненском сражении. Весь восточнопрусский поход она находилась в составе XX армейского корпуса отдельно от своей пехоты, состоявшей в гарнизоне Ковны.— А. А. Керсновский. История Русской армии
73-я артиллерийская бригада сформирована в июле 1914 года по мобилизации в г. Карачаев из кадра, выделенного 36-й артиллерийской бригадой.
В конце октября 1914 года передана в состав 3-го армейского корпуса 10-й армии. Летом 1915 г. в составе 5-й армии действовала в Прибалтике. В марте 1916 г. - боевые действия в ходе Нарочской операции.

## Состав дивизии
- 1-я бригада
  - 289-й Коротоякский пехотный полк
  - 290-й Валуйский пехотный полк
- 2-я бригада
  - 291-й Трубчевский пехотный полк
  - 292-й Малоархангельский пехотный полк
- 73-я артиллерийская бригада

## Командование дивизии
(Командующий в дореволюционной терминологии означал временно исполняющего обязанности начальника или командира. Должности начальника дивизии соответствовал чин генерал-лейтенанта, и при назначении на эту должность генерал-майоров они как правило оставались командующими до момента своего производства в генерал-лейтенанты).

### Начальники дивизии
- 19.07.1914 — 08.10.1915 — генерал-майор (с 19.05.1915 генерал-лейтенант) Левицкий, Георгий Александрович
- 22.10.1915 — 20.03.1917 — командующий генерал-майор Новицкий, Василий Фёдорович
- 07.04.1917 — xx.xx.xxxx — командующий генерал-майор Кузнецов, Сергей Алексеевич

### Начальники штаба дивизии
- 14.09.1914 — 01.10.1915 — и. д. полковник Кривенко, Василий Васильевич
- 02.10.1915 — хх.хх.1918 — и. д. капитан (с 06.12.1915 подполковник, с 15.08.1917 полковник) Харламов, Сергей Дмитриевич

### Командиры бригады
- 29.07.1914 — 20.05.1916 — генерал-майор Яновский, Николай Кириллович
- 21.07.1916 — 22.05.1917 — генерал-майор Лятур, Стефан Юлианович
- 07.06.1917 — хх.хх.хххх — полковник Борзинский, Григорий Михайлович

### Командиры 73-й артиллерийской бригады
- 25.07.1914 — 02.09.1916 — полковник (с 25.03.1916 генерал-майор) Клоченко, Ипатий Иванович
- 02.09.1916 — 01.02.1917 — генерал-майор Конопчанский, Пётр Михайлович
- 01.02.1917 — 17.10.1917 — командующий полковник Органов, Дмитрий Иванович
- 27.10.1917 — хх.хх.хххх — генерал-майор Томиловский, Павел Петрович